# Pahtajärvi (Gällivare socken, Lappland, 741845-176593)
Pahtajärvi är en sjö i Gällivare kommun i Lappland och ingår i Kalixälvens huvudavrinningsområde. Sjön har en area på 0,0999 kvadratkilometer och ligger 280 meter över havet.

## Delavrinningsområde
Pahtajärvi ingår i det delavrinningsområde (741619-177217) som SMHI kallar för Ovan Kattån. Medelhöjden är 196 meter över havet och ytan är 66,34 kvadratkilometer. Räknas de 31 avrinningsområdena uppströms in blir den ackumulerade arean 828,89 kvadratkilometer. Tvärån (Lansån) som avvattnar avrinningsområdet har biflödesordning 3, vilket innebär att vattnet flödar genom totalt 3 vattendrag innan det når havet efter 137 kilometer. Avrinningsområdet består mestadels av skog (91 procent). Avrinningsområdet har 0,1 kvadratkilometer vattenytor vilket ger det en sjöprocent på 0,2 procent.